# Larsen Glacier
Larsen Glacier är en glaciär i Antarktis. Den ligger i Östantarktis. Nya Zeeland gör anspråk på området. Larsen Glacier ligger 322 meter över havet.
Terrängen runt Larsen Glacier är huvudsakligen kuperad, men åt nordväst är den platt. Terrängen runt Larsen Glacier sluttar österut. Trakten är obefolkad. Det finns inga samhällen i närheten.